# 佐藤健一 (和算研究家)
佐藤 健一（さとう けんいち、1938年 - ）は、日本の数学史研究者。数学教師をしながら近世寺子屋の数学教育を研究。明治大学付属中野八王子高等学校教頭。東京理科大学非常勤講師、日本数学史学会会長、和算研究所理事長、NPO法人和算を普及する会代表。

## 人物・来歴
1938年、満洲国新京市（現・中華人民共和国長春市）に生まれる。1944年秋に朝鮮の釜山から引き揚げ、東京都立川市に移住。1945年、東京都立曙国民学校（現・立川市立第二小学校）に入学するが空襲警報が鳴り止まないため入学式の翌日から一日も学校へ行くことが出来ず、5月から父の実家がある山形県東置賜郡高畠町に疎開。高畠町立屋代小学校に入学。戦後、父は軍人であったことから公職追放され宮城県刈田郡七ヶ宿村で開墾団を結成して働く。父がこの仕事を離れると、1948年に立川市に戻る。立川市立富士見小学校、立川市立立川第一中学校を経て、1954年には東京都立北多摩高等学校に入学。1962年東京理科大学理学部数学科卒業。同年より明治大学付属中野中学校・高等学校に勤務。
中学校時代に卓球を経験したことをきっかけに、同校卓球部顧問を務める。日本卓球協会5段の腕前で、国際卓球連盟公認審判員の資格を持つ。1983年の第37回世界卓球選手権では国際審判員を務めた。

## 著書
- 『多摩の算額』研成社、1979年
- 『○△□の遊学 図形を使って数学に親しむ本』研成社、1985年　のぎへんのほん
- 『算爼 現代訳と解説』研成社、1987年
- 『竪亥録仮名抄 原書印影・現代文字と解説』研成社、1988年
- 『和算家の旅日記』時事通信社、1988年
- 『数学の文明開化』時事通信社、1989年
- 『真説甲州一揆 犬目の兵助逃亡記』時事通信社、1993年
- 『江戸庶民の数学 日本人と数』東洋書店、1994年
- 『江戸のミリオンセラー『塵劫記』の魅力 吉田光由の発想』研成社、2000年
- 『新・和算入門』研成社、2000年
- 『和算を教え歩いた男 日本人と数』東洋書店、2000年
- 『和算を教え歩いた男 日本人と数. 続』東洋書店、2003年
- 『大人のドリル「和算」で脳力アップ』有楽出版社、2005年
- 『和算で遊ぼう! 江戸時代の庶民の娯楽』かんき出版、2005年
- 『和算』和算研究所監修 文溪堂、2006年
- 『和算を教え歩いた男 日本人と数 続々(完結編)』東洋書店、2006年
- 『和算を楽しむ』2006年　ちくまプリマー新書
- 『中学数学で解ける和算百話』東洋書店、2007年
- 『江戸の「算」と「術」 物語のある数学』研成社、2008年
- 『高校数学で挑戦する和算難題』東洋書店、2010年
- 『平成版「塵劫記」 おもしろ算術書のすすめ』明治書院、2009年　学びやぶっく さんすう

## 共編著
- 『江戸の寺子屋入門 算術を中心として』研成社、1996年
- 『要説数学史読本』編著　東洋書店、1996年
- 『算額道場』編 伊藤洋美、牧下英世共著　研成社、2002年
- 『和算史年表』大竹茂雄、小寺裕、牧野正博共編著　東洋書店、2002年
- 『和算用語集』安富有恒、疋田伸汎、松本登志雄共著　研成社、2005年
- 『関孝和の人と業績』関孝和三百年祭記念事業実行委員会監修 真島秀行共編　研成社、2008年
- 『建部賢弘の数学』小川束、竹之内脩、森本光生共著　共立出版、2008年

## 校注
- 『算用記 原書印影と現代活字と竜谷大学所蔵』校注　江戸初期和算選書 第1巻　研成社、1990年
- 『建部賢弘の『算暦雑考』 日本初の三角関数表』研成社、1995年
- 『吉田光由の『塵劫記』 二十六条本の現代訳と変遷』研成社、1997年
- 嶋田貞継『九数算法』校注　研成社、2001年　江戸初期和算選書
- 前田憲舒「算法至源記」校注　研成社、2001年　江戸初期和算選書
- 野沢定長「童介抄」北邑一惠共校注　研成社、2005年　江戸初期和算選書
- 吉田光由『『塵劫記』初版本 影印、現代文字、そして現代語訳』訳・校注　研成社、2006年
- 村松茂清「算爼」校注『江戸初期和算選書』第11巻 1　研成社、2011年